# 시흥에코센터 초록배곧
시흥에코센터는 경기도 시흥시 경기과대로 284에 위치한 전시관으로 생태와 환경에 관해 전시를 하고 있다. 2015년 12월 22일 준공, 2016년 6월 2일에 개관하였다.

## 갤러리

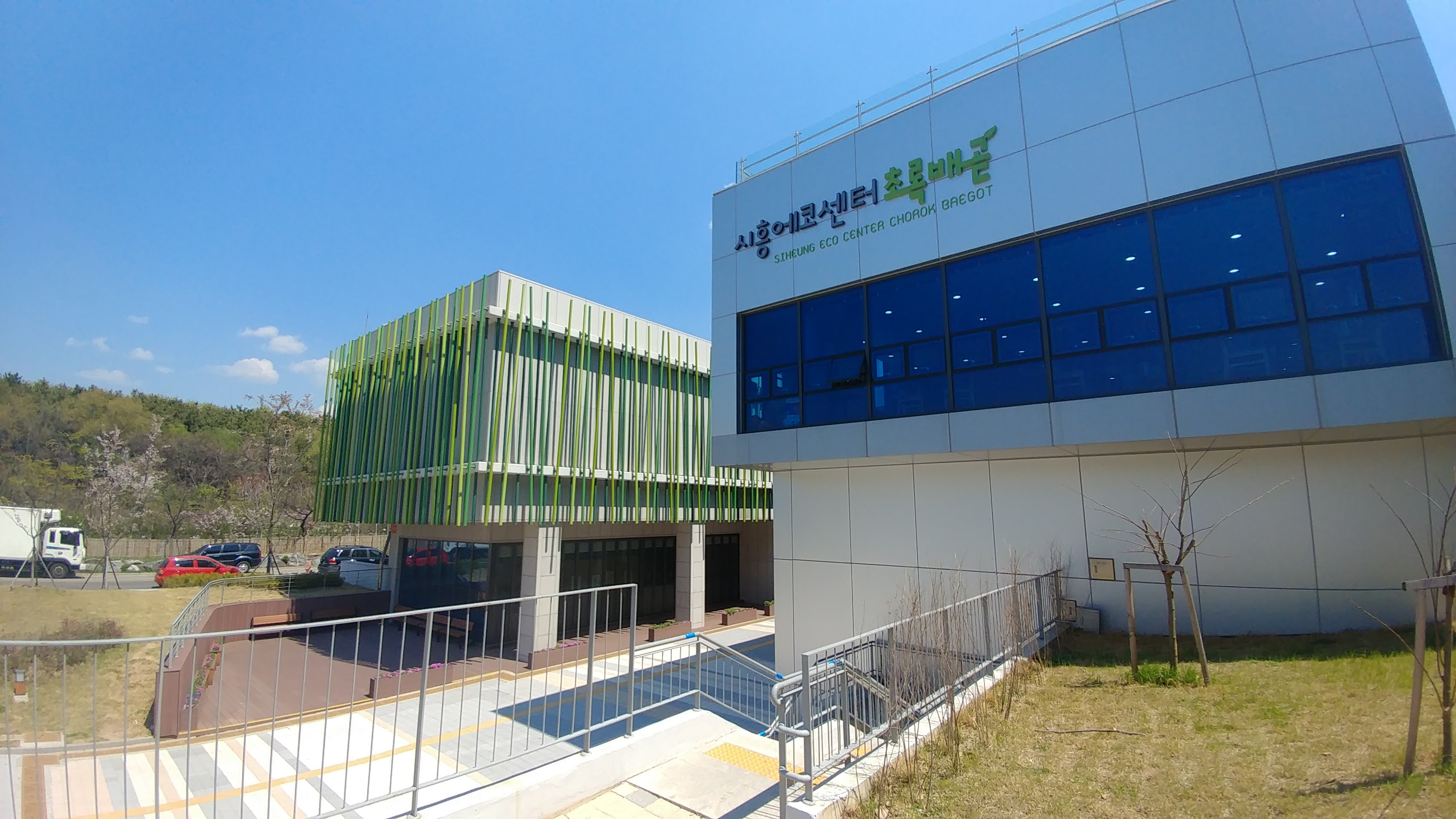
시흥에코센터
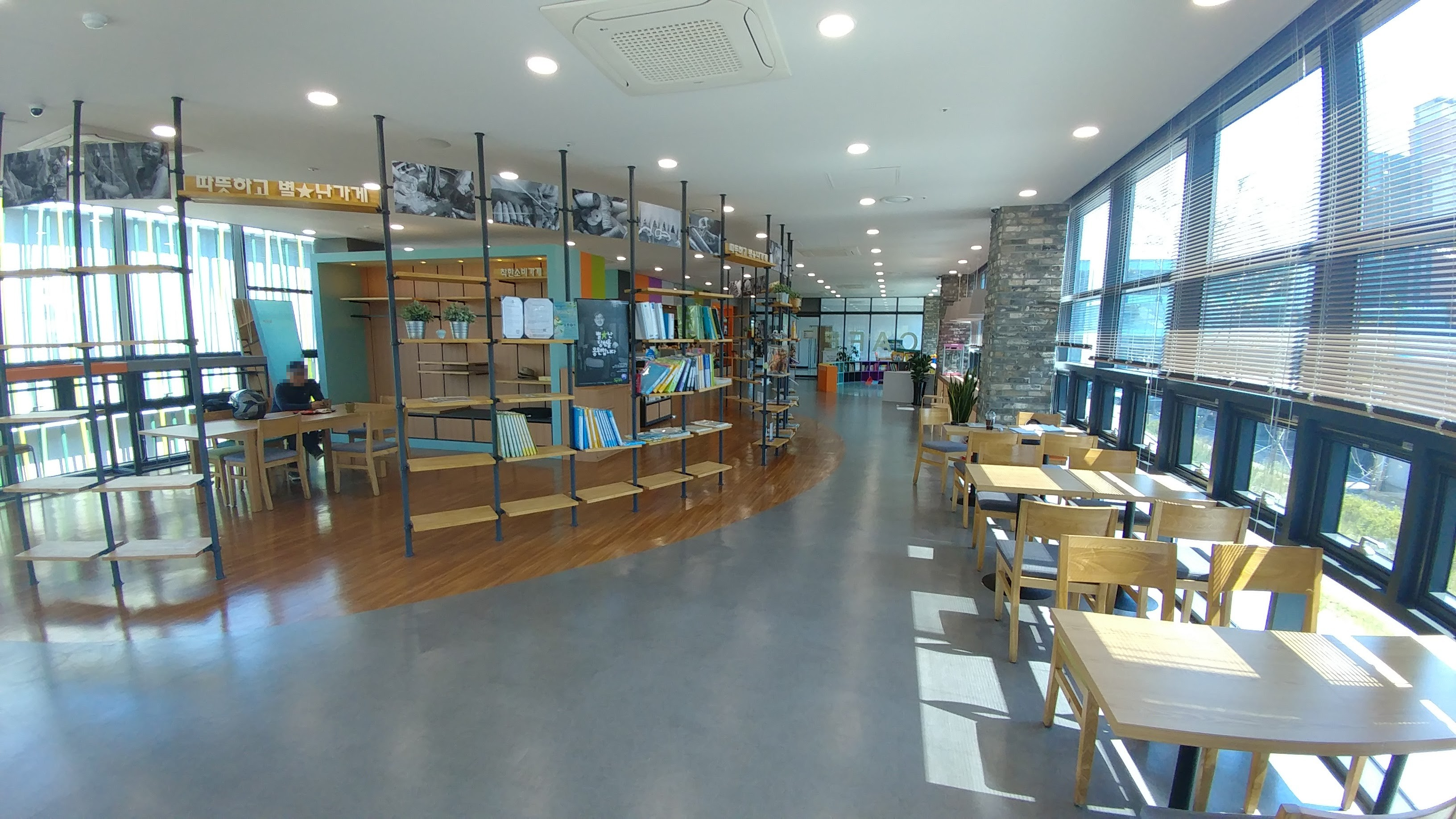
시흥에코센터 내부의 카페
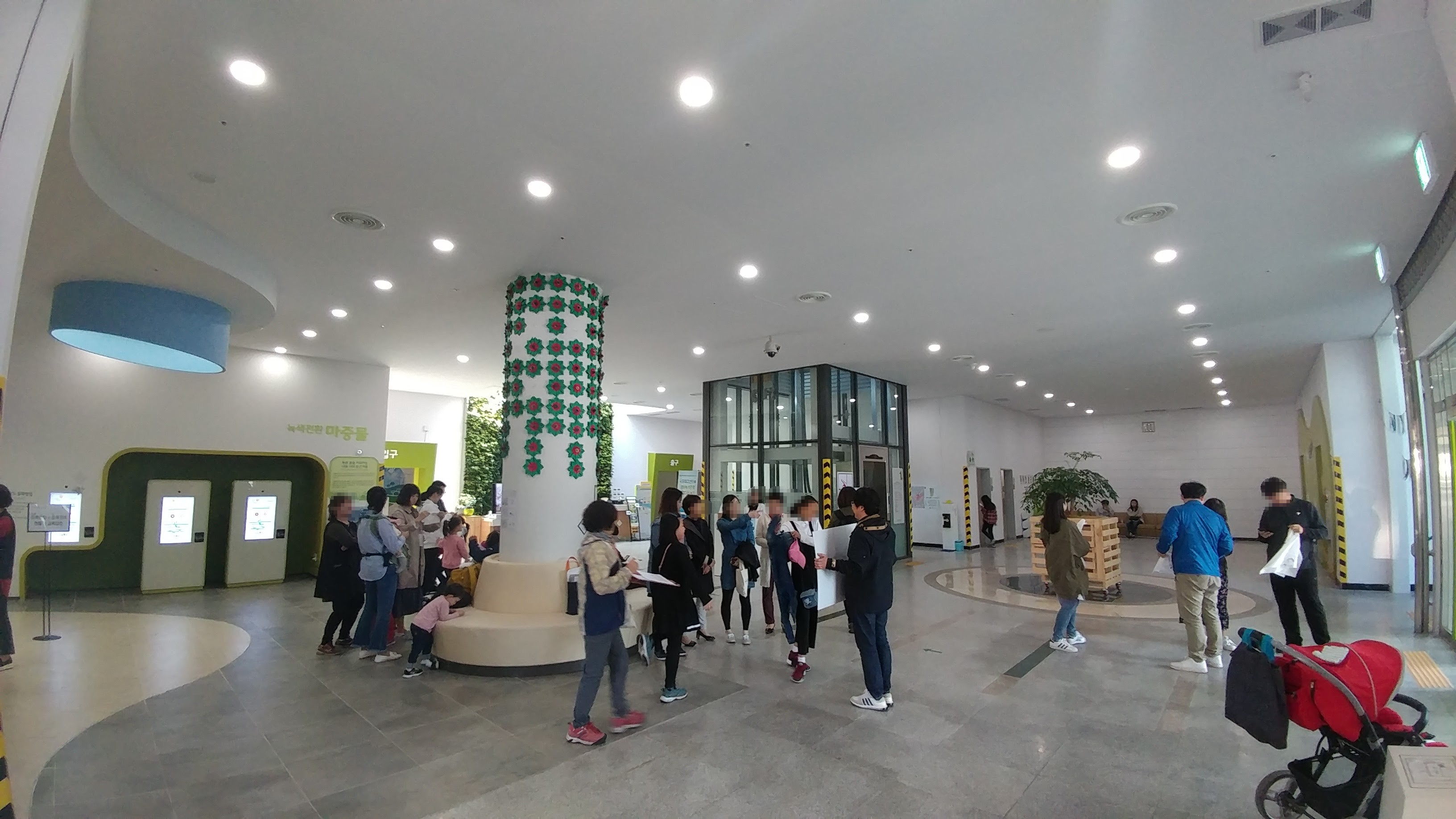
시흥에코센터 내부
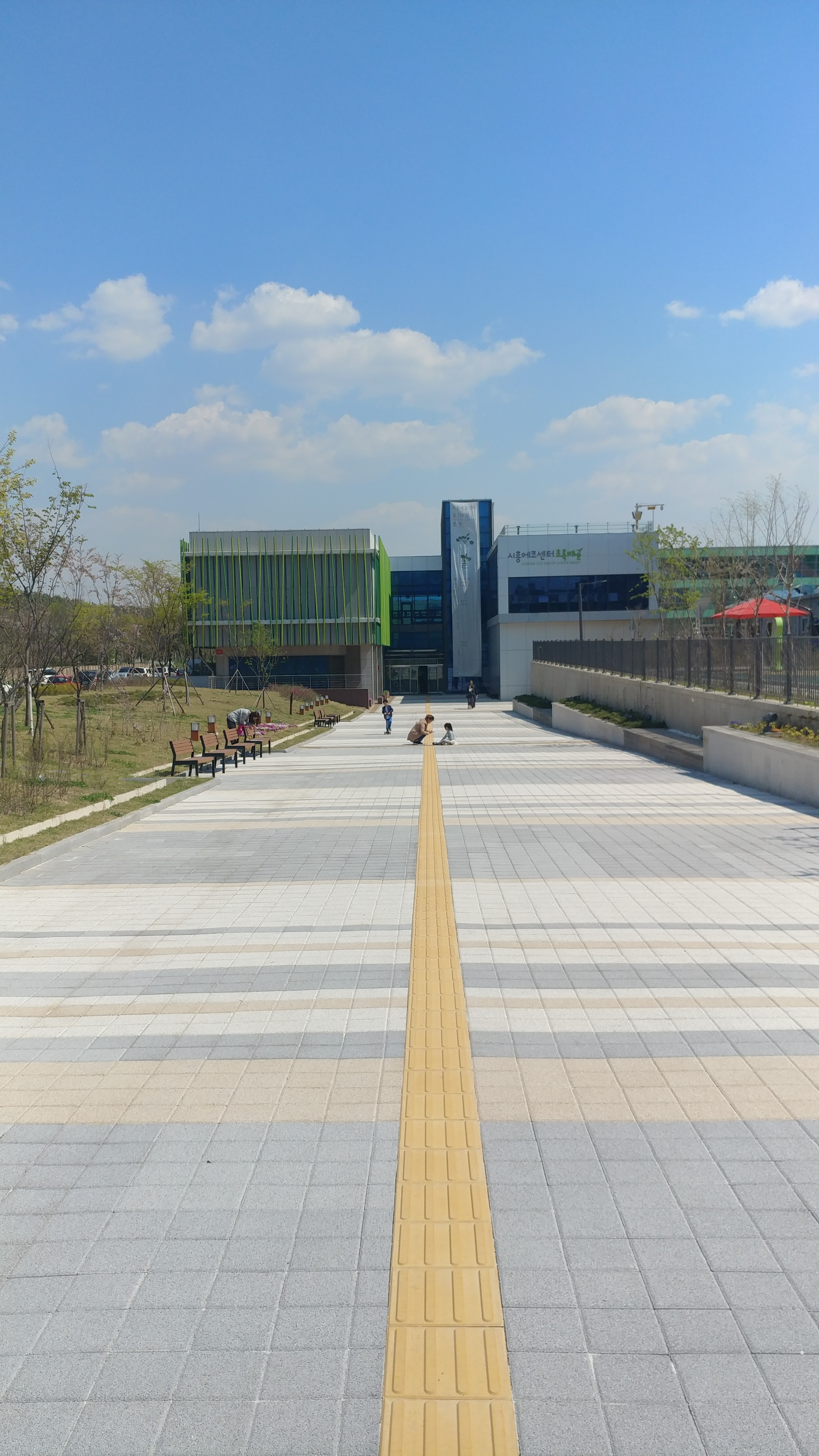
시흥에코센터 입구